# Roger of Leybourne († vor 1251)
Sir Roger of Leybourne (* zwischen 1182 und 1190; † vor 1251) war ein englischer Ritter, der während des Ersten Kriegs der Barone zu den Rebellen gegen König Johann Ohneland gehörte.

## Leben
Roger of Leybourne entstammte einer Familie des Ritterstandes aus Leybourne in Kent. Er war noch minderjährig, als sein Vater starb und seine Vormundschaft 1199 für 300 Mark von Stephen of Thornham († 1213/14) aus Kent erworben wurde. Thornham verheiratete ihn mit seiner Tochter und Miterbin Eleanor. Roger unterstützte 1215 die Adelsopposition gegen König Johann Ohneland und gehörte zu den Rittern, die im Herbst 1215 erfolglos Rochester Castle gegen den König verteidigten. Bei der Eroberung der Burg Ende November 1215 geriet er in Gefangenschaft und kam erst im August 1216 gegen die Zahlung eines Lösegelds in Höhe von 250 Mark frei. Nachdem seine Frau Eleanor 1219 oder 1220 gestorben war, heiratete er um 1229 in zweiter Ehe Agnes, die Witwe von Henry de Miners, die ihn überlebte. Sein Erbe wurde sein gleichnamiger Sohn Roger aus erster Ehe.